# 西蒙·弗拉强
西蒙·弗拉强（羅馬化：Simon Vratsian；1882年—1969年5月21日），亞美尼亞政治人物，亚美尼亚第一共和国最后一任总理。1921年二月起义后，领导了拯救祖国委员会长达40天。